# Fonters-du-Razès
Fonters-du-Razès – miejscowość i gmina we Francji, w regionie Oksytania, w departamencie Aude.
Według danych na rok 1990 gminę zamieszkiwało 68 osób, a gęstość zaludnienia wynosiła 6 osób/km² (wśród 1545 gmin Langwedocji-Roussillon Fonters-du-Razès plasuje się na 833. miejscu pod względem liczby ludności, natomiast pod względem powierzchni na miejscu 684.).

## Zabytki
Zabytki w miejscowości posiadające status Monument historique:
- kościół Saint-Christol (Église Saint-Christol)